# Duplominona paucispina
Duplominona paucispina är en plattmaskart som beskrevs av Martens 1984. Duplominona paucispina ingår i släktet Duplominona och familjen Monocelididae. Inga underarter finns listade i Catalogue of Life.